# Saife Alami Bazza
Saife-Eddine Alami Bazza (en árabe: سيف الدين علمي ) es un futbolista marroquí. Juega como extremo y de mediapunta. Su club actual es el Hassania Agadir de la Liga de Fútbol de Marruecos. Fue elegido entre los mejores 16 futbolistas jóvenes por Nike en 2013 en el programa  Nike The Chance por Nike Academy.

## Nacimiento e infancia
Nacido en Beni Mellal, Marruecos, Saife Alami inmigró con una edad precoz con su familia a Tàrrega, en España donde trabajaba su padre. 

## Trayectoria deportiva
Empezó a jugar fútbol con varios equipos locales y se unió en 2011 al Lleida Esportiu, de la Segunda División B. 
Dos años después firmó por el UE Tàrrega , pero no jugó ningún partido debido a su participación en el programa Nike The Chance por Nike Academy, donde representó España.
En 2014 dejó al UE Tàrrega por el club alemán SV Waldhof Mannheim.
En agosto de 2015, firmó por el FC Dunărea Călărași.
Marcó su primer triplete el 4 de diciembre ante el FC Farul Constanța. La victoria permitió a su equipo de liderar la liga II en el fin de la primera mitad de la temporada. 
El FC Dunărea Călărași terminò el campeonato en la segunda posición tras el Rapid Bucarest, que certificò su regreso a la primera división rumana. Después una temporada exitosa, el FC Dunărea Călărași perdió el último partido de clasificación para las fases de ascenso a la Liga I.
El 24 de junio de 2016, Saife Alami firmò por el Rapid Bucarest. 
Saife Alami firmò un mes después en el Paris Football Club después de que su club el Rapid Bucarest declarò en bancarrota.
El 17 de agosto de 2022, firma por el Hassania Agadir de la Liga de Fútbol de Marruecos.

## Nike The Chance
Saife Alami participó en Nike The Chance por Nike Academy.
Después de pasar por las eliminatorias nacionales y europeas, se clasificò para la última final de la competición y fue elegido entre los 16 mejores futbolistas jóvenes del mundo.
La lista de los otros ganadores incluye Ismail H’Maidat, Dario Van Den Buijs, Wallace Camilo, David Fernandes, Dimitris Komnos, Marco Di Lauro, Ryosuke Kinoshita, Kirill Laptev, Petar Golubovic, Teboho Charlie Tsotetsi, Melusi Zulu, Gonzalo Balbi, Bubakary Sonko, Jose Figura, and Brian Iloski.